# 자바 플랫폼, 마이크로 에디션
자바 플랫폼, 마이크로 에디션(Java Platform, Micro Edition)은 Java 2 Platform, Micro Edition라고도 불리며, 자바 ME(Java ME) 혹은 J2ME 등으로도 널리 알려져 있다. 제한된 자원을 가진 휴대 전화, PDA, 세트톱박스 등에서 Java 프로그래밍 언어를 지원하기 위해 만들어진 플랫폼 중 하나를 가리킨다.
자바 ME는 썬 마이크로시스템즈에서 고안하였다. 초기에는 자바 커뮤니티 프로세스에서 JSR 68로 개발되었으나, 각각 다른 특성을 가진 자바 ME 플랫폼들이 별도의 JSR로 개발되었다. 썬 마이크로시스템즈에서 이 규격에 대한 참조 구현을 제공하고 있다. 하지만 이는 자바 ME 플랫폼을 무료로 제공하기 위한 목적이 아니라, 다른 개발사에서 개발하는 데 도움을 주기 위함이다.

## 용례
자바 ME는 개인용 컴퓨터에서 쉽게 에뮬레이트할 수 있고, (대한민국 바깥에서는) 쉽게 전송할 수 있다는 이점으로 인해 휴대전화 플랫폼에서 인기가 있었다. 이는 닌텐도나 소니 그리고 마이크로소프트사의 게임 플랫폼들에서 개발할 때 해당 플랫폼 전용의 비싼 개발용 하드웨어와 소프트웨어 등의 개발 키트가 필요하다는 점에 비하면 상대적으로 개발 및 테스트 등에서 상당한 장점으로 작용했다.
자바 ME 장치들은 특정 프로파일(profile)을 구현한다. MIDP(Mobile Information Device Profile)이라는 휴대기기용 플랫폼과 세트톱 박스등의 소비자용 제품을 위한 퍼스널 프로파일이라는 플랫폼이 일반적으로 널리 사용된다.
프로파일은 Configuration을 기반으로 응용 분야에 맞게 API를 추가한 것이다. 현재는 CLDC(Connected Limited Device Configuration)과 CDC(Connected Device Configuration)의 두 개의 Configuration이 존재한다.

## Connected Limited Device Configuration
CLDC(Connected Limited Device Configuration)는 자바 가상 머신을 구동하는 데 필요한 최소한의 자바 클래스 라이브러리로 이루어져 있다. 장치를 자바 ME의 configuration에 맞춰 분류할 때 가장 기본적으로 사용되는 것이 CLDC이다.
Configuration은 특정 자바 ME 환경에서 반드시 지원되어야 하는 기본적인 기능들의 집합을 제공하는 역할을 한다. 개발자는 개발하려 하는 응용 프로그램들의 자바 플랫폼에 대한 신뢰할 만한 정보를 프로파일과 CLDC를 통해 얻을 수 있다.

## 같이 보기
- 안드로이드 (운영 체제)